# Abdullah al-Rashidi
Abdullah al-Rashidi (arabisch عبد الله الراشدي, DMG ʿAbd Allāh ar-Rāšidī; * 21. August 1963 in Kuwait) ist ein kuwaitischer Sportschütze.

## Erfolge
Abdullah al-Rashidi nahm an sieben Olympischen Spielen im Skeet teil. 1996 belegte er in Atlanta den 42. Platz, vier Jahre darauf verbesserte er sich auf Rang 14. Die Spiele 2004 schloss er in Athen auf dem achten Platz ab, die Spiele 2008 in Peking beendete er nach erneutem verpassten Finale auf Rang sieben. 2012 kam er in London nicht über den 21. Platz hinaus. Bei den Olympischen Spielen 2016 in Rio de Janeiro, bei denen er aufgrund der Suspendierung des Kuwaitischen Olympischen Komitees als unabhängiger Olympiateilnehmer antrat, erzielte er 123 Punkte und qualifizierte sich als Erstplatzierter für das Halbfinale. Mit 14 Treffern musste er ins Stechen, in dem er sich knapp durchsetzte und ins Duell um Bronze einzog. In diesem gelangen ihm 16 Treffer, während Mykola Miltschew mit 14 Treffern das Nachsehen hatte, sodass al-Rashidi die Bronzemedaille gewann. 2020 wiederholte er in Tokio seinen Erfolg von 2016 mit dem erneuten Gewinn der Bronzemedaille. Mit 46 Punkten platzierte er sich auf Rang drei.
Bei den Weltmeisterschaften 1989 in Montecatini Terme gewann er mit der Mannschaft im Doppeltrap Bronze. 1995 in Nikosia, 1997 in Lima und 1998 in Barcelona wurde er im Skeet im Einzel jeweils Weltmeister. Zudem sicherte er sich 2011 in Belgrad Bronze. Mit der Skeet-Mannschaft belegte er 1999 in Tampere den dritten Platz. Auf kontinentaler Ebene war al-Rashidi ebenfalls sehr erfolgreich: 1995, 1999, 2004, 2007, 2009 und 2012 wurde er im Skeet Asienmeister und erreichte vier weitere Male den zweiten Platz. Bei Asienspielen gewann er im Einzel zunächst 1998 in Bangkok die Silbermedaille, ehe er sowohl 2010 in Guangzhou als auch 2014 in Incheon Gold gewann. Im Mannschaftswettbewerb gelang ihm 1994 in Hiroshima mit Bronze sein erster Medaillengewinn bei Asienspielen. Bereits vier Jahre darauf gewann er mit der Mannschaft die Goldmedaille. 2006 in Doha, 2010 in Guangzhou und 2014 in Incheon belegte er in der Mannschaftskonkurrenz jeweils den zweiten Platz.
Al-Rashidi ist verheiratet und hat vier Kinder. Sein Sohn Talal al-Rashidi, den al-Rashidi als Trainer betreut, ist ebenfalls Sportschütze und wurde unter anderem bereits Mannschafts-Weltmeister im Trap. Neben dem Sportschießen arbeitet al-Rashidi als professioneller Falkner.